# فاجیا
فاجیا (انگلیسی: Fujiya) شرکت خرده‌فروشی ژاپنی است، که در سال ۱۹۱۰ تأسیس شد.